# Glycera gilbertae
Glycera gilbertae är en ringmaskart som beskrevs av Böggemann och Fiege 200. Glycera gilbertae ingår i släktet Glycera och familjen Glyceridae.
Artens utbredningsområde är Mexikanska golfen. Inga underarter finns listade i Catalogue of Life.